# Christoph Andreae (Unternehmer, 1735)
Christoph Andreae (* 8. September 1735 in  Mülheim am Rhein; † 3. August 1804 ebenda) war ein deutscher Unternehmer.

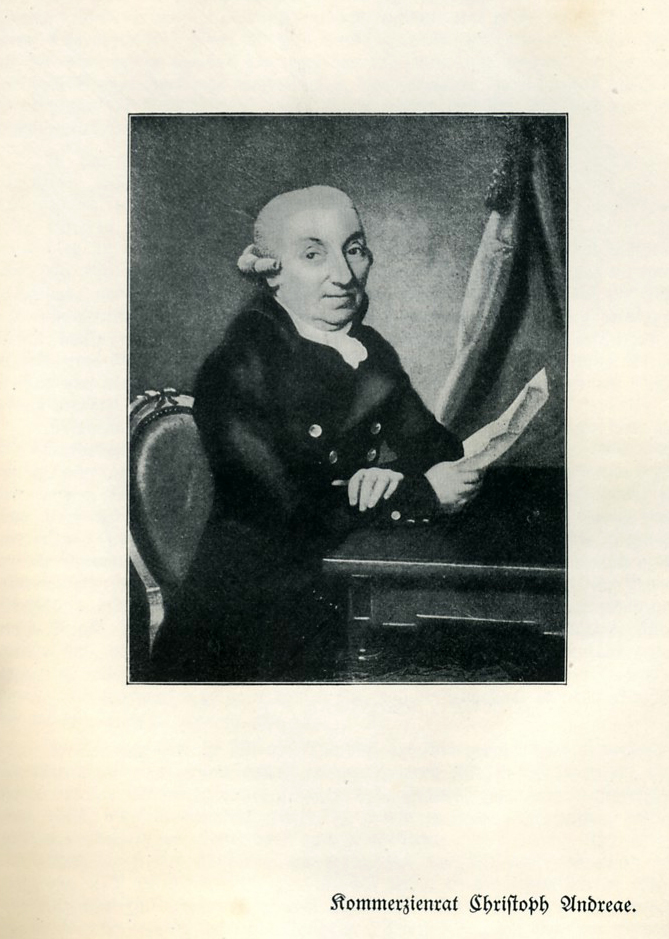
Kommerzienrat Christoph Andreae

## Geschichte

### Familie und Unternehmen in Köln
Die protestantische Kölner Unternehmerfamilie Andreae hatte ihren Anfang in dem aus Frankfurt stammenden Christoph Andreae (1665–1742), der seit 1687 in Köln eine mit der Zeit florierende Seiden- und Leinenfabrikation aufgebaut hatte. Andreae, der Gertrud, eine geborene Mainau (1664–1722) geheiratet hatte, war mit seiner dann anwachsenden Familie einer kleinen lutherischen Gemeinde beigetreten, die sich in der katholisch orientierten Reichsstadt aus zumeist ebenfalls zugezogenen Kaufleuten gebildet hatte. Mit der Zeit war jedoch diesen Familien eine freie Entfaltung in religiöser sowie in geschäftlicher Hinsicht durch Maßnahmen des Kölner Rates mehr und mehr beeinträchtigt worden.
Als zu Beginn des 18. Jahrhunderts Restriktionen gegen Andersgläubige immer stärker wurden und sich in Köln die Dinge wieder wie zur Zeit der Gegenreformation zuspitzten, entschlossen sich mehrere dieser Kaufmannsfamilien, unter ihnen die Familie Andreae, auf das Angebot Herzog Johann Wilhelms einzugehen und in die damals noch zum Herzogtum Berg gehörende Nachbarstadt Mülheim überzusiedeln. Für den Fall einer solchen Ansiedlung in der „Freiheit Mülheim“ waren den Neubürgern nicht nur Religionsfreiheit, sondern auch erhebliche steuerliche Privilegien in Aussicht gestellt worden.

### Nachkommen
Aus der Ehe des Kölner Firmengründers und nun weiterhin erfolgreichen Mülheimer Geschäftsmannes waren sechs Kinder hervorgegangen, unter denen sich drei in Köln geborene Söhne befanden. Die ersten beiden der Söhne, Heinrich Anton, der Älteste (ca. 1695 geboren, starb 1763 in Mülheim) und der Zweite, der 1700 geborene Thomas Daniel, erhielten ihre Ausbildung wohl im väterlichen Geschäft. Sie wurden später bei verschiedenen Transaktionen, zumal nach dem Tod ihres Vaters im Jahr 1742, in Mülheim angeführt. Der 1707 geborene Johann Adam heiratete und starb (1777) in Frankfurt/Main. In der Firmengeschichte spielten die unmittelbaren Nachkommen Christoph Andreaes keine bedeutende Rolle, Heinrich Anton und Thomas Daniel assistierten dem Seniorchef und Vater. Mit Christoph Andreae Junior, um den es hier geht, dem Sohn Thomas Daniels und Enkel des Firmengründers, erhielt das Unternehmen später eine herausragende Persönlichkeit, der den Andreaeschen Produkten neue Absatzmärkte erschloss und diesem nicht nur in Deutschland zu hohem Ansehen verhalf.

### Das Mülheimer Familienunternehmen
1714 hatte Christoph Andreae senior in der Taubengasse (heutige Formesstraße) der Altstadt Mülheims eine Färberei und vier Leineweberhäuser für die mit seiner Familie übergesiedelten Stammarbeiter seiner ehemaligen Betriebsstätte errichteten lassen. (Diese Werks- und Wohnhäuser summierten sich in der Taubengasse und Buchheimer Straße bis zum Jahr 1808 auf 9 Häuser.) Als eigenes Domizil hatte er das stattliche Gasthaus „Zum güldenen Berg“ an der damaligen Freiheitsstraße 40 (heute Mülheimer Freiheit) erworben.
Thomas Daniel hatte Helena, eine geborene Teschenmacher, geheiratet, die ihm 1735 als drittes von vier Kindern in Mülheim einen Stammhalter zur Welt brachte, den sie Christoph nannten. Über dessen Jugendjahre und Schulbildung ist nichts bekannt, möglicherweise besuchte er anfänglich die reformierte Schule Stöckerstraße (heute durch Brückenbau und Krieg ohne Bebauung), die 1784 durch den Eisgang der Flut von 1784 zerstört wurde. Ob Christoph auch die spätestes zur Mitte des 18. Jahrhunderts gegründete höhere „Lateinische“ und auch „Französische“ Schule genannte Lehranstalt besuchte, ist ebenso nicht überliefert. Seine berufliche Ausbildung erhielt auch Christoph traditionell im väterlichen Geschäft, aber auch sein angeführter Aufenthalt in einer der Metropolen des Seidenhandels, der Stadt Lyon, schien diesem Zweck gedient zu haben.

### Generationswechsel
Der junge Andreae verlor im Alter von 21 Jahren seinen Vater und übernahm wenig später die Leitung des Mülheimer Unternehmens. Zu diesem Zeitpunkt war Mülheim selbst unter den eingetretenen besseren wirtschaftlichen Bedingungen, die auch seinen Bewohnern einen Zuwachs an Arbeit und Einkommen gebracht hatten, ebenso gewachsen wie die Seidenmanufaktur Andreae.
Christoph war 1761 mit Maria Christina Katharina Scheibler (1740–1807), der Tochter des Monschauer (Monttoye) Tuchindustriellen Johann Heinrich Scheibler, die Ehe eingegangen, eine Verbindung, die wohl auch den geschäftlichen Interessen beider Familien dienlich war. Aus der Ehe gingen im Laufe von 20 Jahren 11 Kinder hervor, von denen der erste männliche Spross, Christoph, eine erste Niederlassung außerhalb Deutschlands leiten sollte. Einer der Enkel des Beschriebenen ist der Maler Carl Christian Andreae (1823–1904), von dem die heute noch in Köln und Umgebung lebenden Andreaes abstammen. Thomas Andreae (geb. 1949) betreibt die Firma unter anderen Bezeichnungen fort, Michael Andreae (geb. 1950) ist freier Unternehmer (u. a. der Jäckering-Gruppe für Nährmittel und mehr), Stephan Andreae (geb. 1952) ist Künstler, Kurator kulturhistorischer Ausstellungen, Martin Andreae (geb. 1954) ist Rechtsanwalt mit Wohnsitz Köln (mit Kanzlei in Bergisch Gladbach).
Christoph Andreae legte im Jahr 1765 nach den Plänen des Baumeisters Leydel (event. Georg Leydel, 1720–1785) eine neue „Sammetfabrik“ im nördlichen Bereich der Wallstraße an. Es war ein 130 m langer Bau, der es erforderlich machte, die Einmündung einer neu angelegten Querstraße (die Weberstraße, heutige Seidenstraße) mit einem Torbogen zu überbauen. In Verbindung mit diesem Erweiterungsprojekt gewährte der Herzog von Berg, wie schon zuvor seinem Großvater, auch ihm ein Privileg. Er erhielt auf seine Bitte hin Steuer- und Abgabenfreiheit, sowie die Zusage, dass für einen Zeitraum von 25 Jahren kein anderer Unternehmer in „Berg“, eine solche Fabrik errichten dürfe. Die Zusage wurde jedoch bald brüchig und Andreae hatte sich gegen Konkurrenz zu behaupten, aber das Andreaesche Unternehmen prosperierte dennoch. Zu dieser Zeit waren etwa 500 Personen in seinem Unternehmen beschäftigt.
Neben dem Konkurrenzdruck ergaben sich für Andreae weitere Schwierigkeiten. Wegen der ihm gewährten Vergünstigungen entstand Missgunst und Unzufriedenheit bei der städtischen Behörde und den Bürgern Mülheims. Stadt und Bürger verlangten die Aufhebung der Andreae vom Landesherren eingeräumten Privilegien, und als man damit erfolglos blieb, wurden 1769 gegen Andreae Schmähschriften verfasst und verbreitet, die jedoch keine Änderung erbrachten und auf höchste Anordnung untersagt wurden.

### Eisflut und Auswirkungen

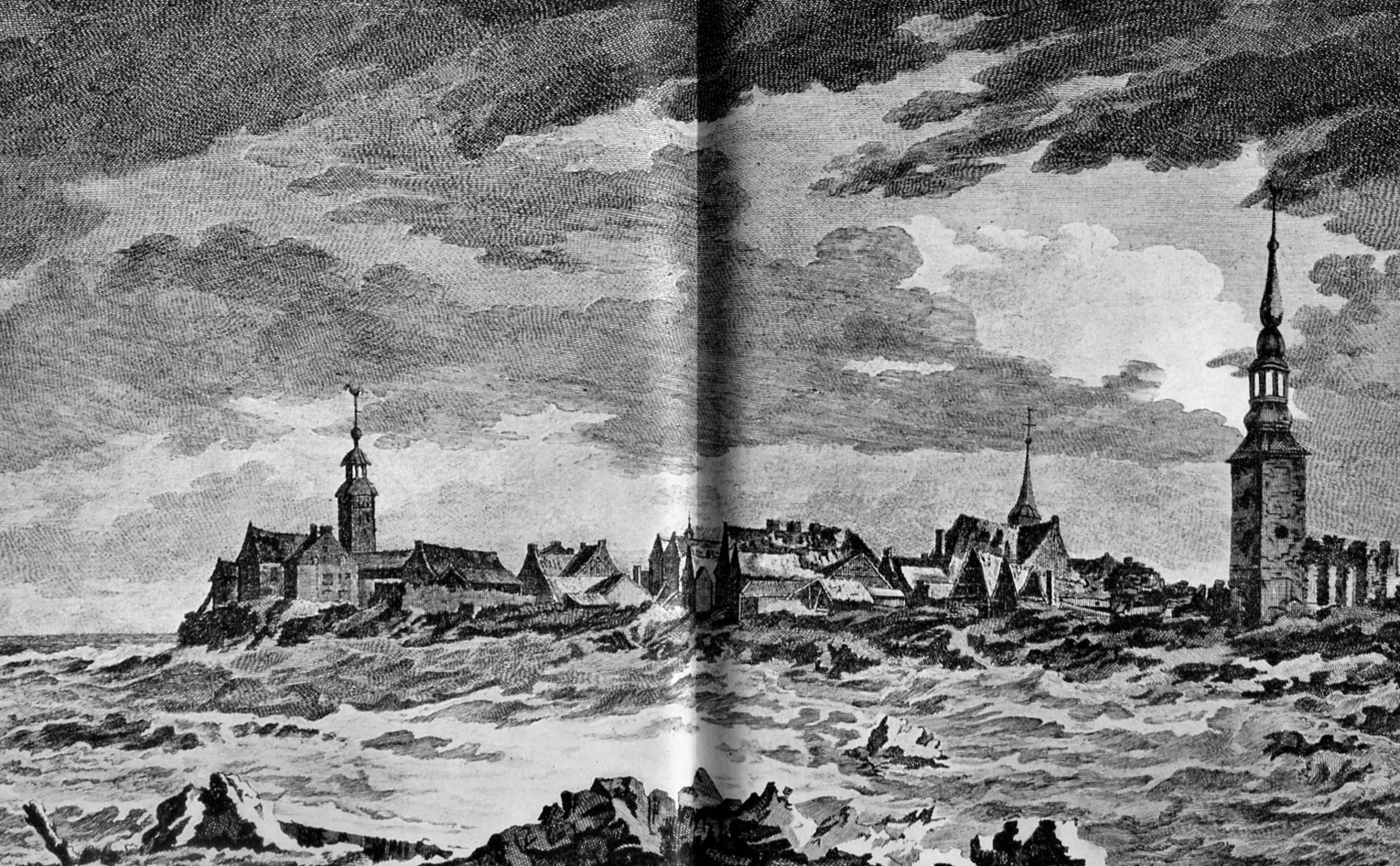
Die Eisflut des Jahres 1784 nach einem Stahlstich des Niederländers Steven Goblé, (1749–1799)

Die Eisflut vom 27. und 28. Februar 1784 zerstörte einen erheblichen Teil Mülheims (161 Häuser) und war auch für das Unternehmen Andreae ein gewaltiger Rückschlag. Andreae bezifferte damals seinen Schaden auf 100.000 Gulden. In diesem Unglück half er jedoch auf jede erdenkliche Weise der Stadt und den Bürgern, sodass sein Ansehen wieder stieg und seine Kritiker verstummten.
Er wurde bei dem Landesherrn vorstellig und war insofern erfolgreich, dass ihm der Ersatz zur Hälfte seines Schadens erstattet und Zollfreiheit für seine zukünftige Produktion auf 30 Jahre gewährt wurden. Er erreichte überdies die Zusage für den Neubau eines Rheindammes als Zukunftssicherung, sowie für die Stadt den Anspruch auf zu erhebende Wegegelder und deren Befreiung von Steuern auf 25 Jahre, damit sich diese erholen könne und neu aufgebaut werde. Er hatte als kluger Geschäftsmann argumentiert, dass er ansonsten gezwungen wäre, seinen Betrieb aus Berg zu verlagern. Man kam seinen Wünschen in allen Punkten nach. Aufgrund seines Einsatzes für das Gemeinwohl wurde ihm später der Ehrentitel Kommerzienrat verliehen.

### Fabrikationsgebäude, Beschäftigte und Expansion
- Wallstraße nördlich der Buchheimer Straße die 1765 erbaute zweigeschossige Samtfabrik an der Weber- bzw. späteren Seidenstraße.
- Südlich der Buchheimer Straße wurde in diesem Abschnitt der seit 1765 ausgebauten Wallstraße, auf dem Gelände ehemaliger Weingärten der evangelischen Gemeinde, im Jahr 1773 die Andreaesche Fabrik erbaut, deren Areal sich später bis an die Bachstraße erstreckte.

Die Schäden der Eisflut von 1784 trafen hauptsächlich die Färbereien (eine „Schönfärberey“ und eine „Schwarzfärberey“) an der Wallstraße, Walkhäuser, den Hauptkessel, Farbmagazine, Webstühle, Bandmühlen und fortgespülte Fertigware aus den Nebenhäusern an der Freiheitsstraße sowie die betriebseigenen Werkshäuser an der Taubengasse. Der Wiederaufbau dauerte nicht lange und die Verluste konnten rasch wettgemacht werden.
In der Folge wuchs das Unternehmen stetig und erreichte eine Beschäftigtenzahl von rund 1500 Personen. Bei diesen Zahlenangaben fügt Bendel erklärend hinzu, dass der größte Anteil der Beschäftigten jedoch als solcher galt, der zu Hause am eigenen Webstuhl für die Firma Andreae in Lohn- oder Stückarbeit tätig war. Es waren überdies nicht nur Mülheimer Arbeiter, sondern viele waren in einem Umkreis von 10 Stunden (so die Entfernungsangabe) wohnhaft. Sie führten den Meistertitel, hatten eigene Gesellen und bildeten Lehrlinge aus. Sie bezogen das Rohmaterial von der Firma Andreae und lieferten die gewebte Fertigware wieder dort ab und erhielten den vereinbarten Arbeitslohn. So wurden nach Aufzeichnungen des Jahres 1765 der Meister pro Elle Fertigware 16 bis 20 Stüber ausgezahlt, der selbst seinem Gesellen einen Tagelohn vom etwa 15 bis 20 Stübern zahlte.
Der gute Ruf der Samt- und Seidenwaren aus der Firma Andreae stieg mehr und mehr und hatte sich in ganz Deutschland verbreitet, sodass Christoph Andreae wiederholt auch von den Regenten anderer Fürstentümer Angebote erhielt, doch gegen hohe Entschädigungen seine Produktion zu verlagern und diese in ihren Ländern aufzunehmen. Auch Kaiser Josef umwarb Andreae, der nach entsprechenden Verhandlungen den Geschäftsmann nach Wien einlud. Andreae entschloss sich für eine Ausweitung seines Geschäftes und reiste 1787 mit seinem ältesten Sohn Christoph (1766–?), begleitet von 150 Samtwebern nach Wien. Dort entstand eine Filiale der Stammfirma, für die ihm wie in Mülheim Privilegien eingeräumt wurden, die die Befreiung von Steuern und Abgaben beinhalteten und Schutz vor Wettbewerbern garantierten. Die Leitung der neuen Fabrik übernahm sein Sohn, der sie zu einer erfolgreichen Niederlassung ausbaute, die bis in die 1870er Jahre bestand.

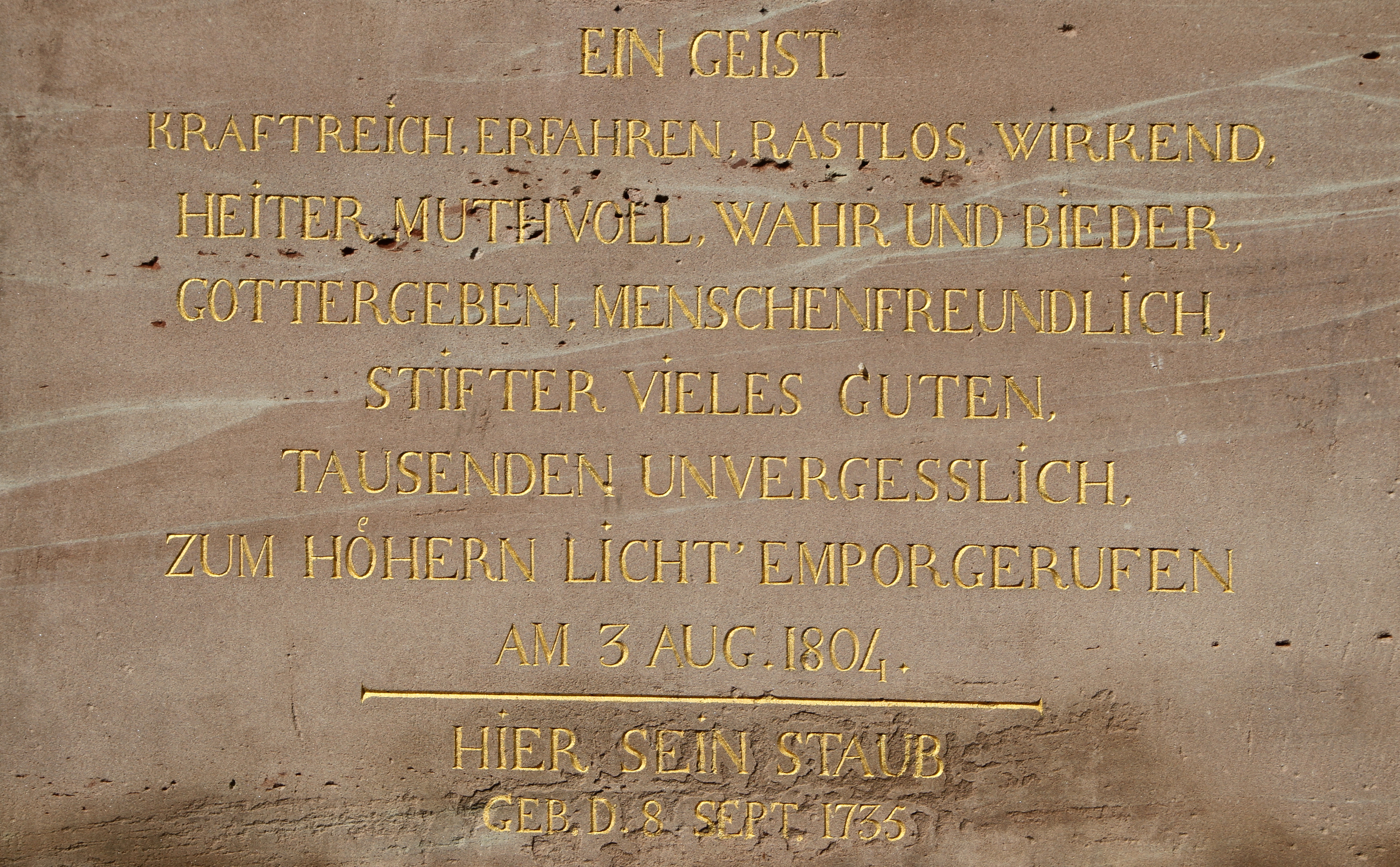
Grabinschrift und Lebensdaten

### Lebensabend
Aus Wien zurückgekehrt, erwarteten Andreae wenige Jahre später die Besatzungszeit durch die französischen Truppen. Sie war verbunden mit Plünderungen, die sich zumeist gegen die Wohlhabenden richteten und sich nach einer Schätzung in Mülheim auf einen Geld- und Sachwert von 53.000 Talern beliefen. Von diesen Vorgängen war auch die Familie Andreae betroffen. Hinzu kamen Einquartierungen und allerlei weitere Querelen. Gegen die Stadt erhob man Kriegsforderungen in immenser Höhe, die sich auf 200.000 Livres beliefen. Als Mülheim dieser Forderung nicht nachkam, nahm man Andreae kurzfristig als Geisel.
Eine dann eingetretene langwierige Erkrankung, von der er sich nicht erholte, führte schließlich zum Tod Christoph Andreaes am 3. August 1804. Er wurde auf dem Evangelischen Friedhof der Stadt Mülheim beigesetzt.

## Familienbesitz an der Freiheitsstraße

### Haus Zum goldenen Berg
Das Haus „Zum goldenen Berg“, an der damaligen Freiheitsstraße 40/42 gelegen, war ein alter Gasthof. Er wurde nach einer Klage des Johann Ritgens im Jahr 1648 versteigert und ging inklusiv der rückwärtigen Gebäude, einem Steinweg und Garten, für den Betrag von 1710 Taler an Lic. jur. Johann Peter Müller, der die Liegenschaft wieder veräußerte. Sie war 1678 im Besitz des Johann Abraham Backhoven, der sie mit allem Zubehör 1714 an Christoph Andreae (sen.) verkaufte.

### Wohnhaus Christoph Andreae (jun.) und Verwaltung
Das zuvor angeführte Anwesen wurde 1780 auf Veranlassung seines Enkels Christoph Andreae in Teilen umgestaltet, der auch einen Neubau errichten ließ. Die Neubauten waren offenbar sehr solide ausgeführt worden und überstanden die Eisflut des Jahres 1784 mit reparablen Schäden. Das Haus mit Seitenflügeln und weiteren Nebengebäuden, in denen sich die Geschäftsräume befanden, erhielt eine anspruchsvolle Innenausstattung und entsprach in seinem Äußeren in etwa dem Neubau des Hofkammerrates Bertoldi, dessen Wohnhaus, der Bärenhof, von denselben Fachleuten an der Buchheimer Straße erbaut worden war. Wie an diesem zeigte der Schlussstein des Mittelportals das Wappen der Familie und ein Balkon war ebenfalls durch ein kunstvolles, schmiedeeisernes Gitter verziert worden. Auf der Ebene des Mansarddachs erhob sich ein prachtvoller, mit einem Umgang versehener Belvedere. Ein seitlicher Torbogen an der Südseite des Hauses führte auf das Hofgelände mit dem dortigen, achtseitigen, in zierlichen Formen des späten Rokoko errichteten Gartenhaus.  Das stattliche Anwesen hatte 1808 einen Versicherungswert von 8000 Reichstaler und diente im November 1811 Kaiser Napoleon und seiner Frau Marie Louise kurzfristig als Quartier. Das Anwesen blieb im Besitz der Familie, bis es später an das Kloster der Kölner Ursulinen und weiter an die Stadt Köln kam. Zum Ende des Zweiten Weltkrieges brannte es mitsamt den zugehörigen Nebengebäuden nieder und wurde, obwohl es aufbauwürdig war, abgeräumt.

### Haus zum halben Mond
Zwischen den zuvor beschriebenen Gebäude und dem folgenden Haus zum Altan, lag ursprünglich das erst später in den Besitz der Familie gekommene Haus Nr. 42 der „Freiheitsstraße“. Es war das schon 1648 genannte Haus „Zum halben Mond“, dessen Obergeschoss in einen Saal umgebaut worden war, der dann zu beiden Nachbarhäusern Zugänge erhalten hatte.

### Haus zum Altan
Das „Haus zum Altan“ lag an der Freiheitsstraße 44 und war ein repräsentatives Gebäude mit ausgedehntem Seitenflügel und hatte einen mittigem Vorbau und Balkon zur Straßenseite. Es war zuletzt ein Neubau vom Anfang des 19. Jahrhunderts, der ein zuvor bestehendes Bauwerk ersetzt hatte, das 1770 in den Besitz der Frau Andreae gelangte und dann an Karl Christian Andreae überging. Das Haus blieb bis 1841 in der Familie Andreae und kam durch Einheirat in anderen Besitz.

## Gedenken
Vor den Kriegszerstörungen befand sich an der Ecke Wall- und Bachstraße an der Toreinfahrt auf das Werksgelände ein Gebäude des ausgehenden 18. Jahrhunderts, dessen Oberlicht des Eingangs die Initialen des Bauherren Christoph Andreae trug.

### Gräberfeld der Familie

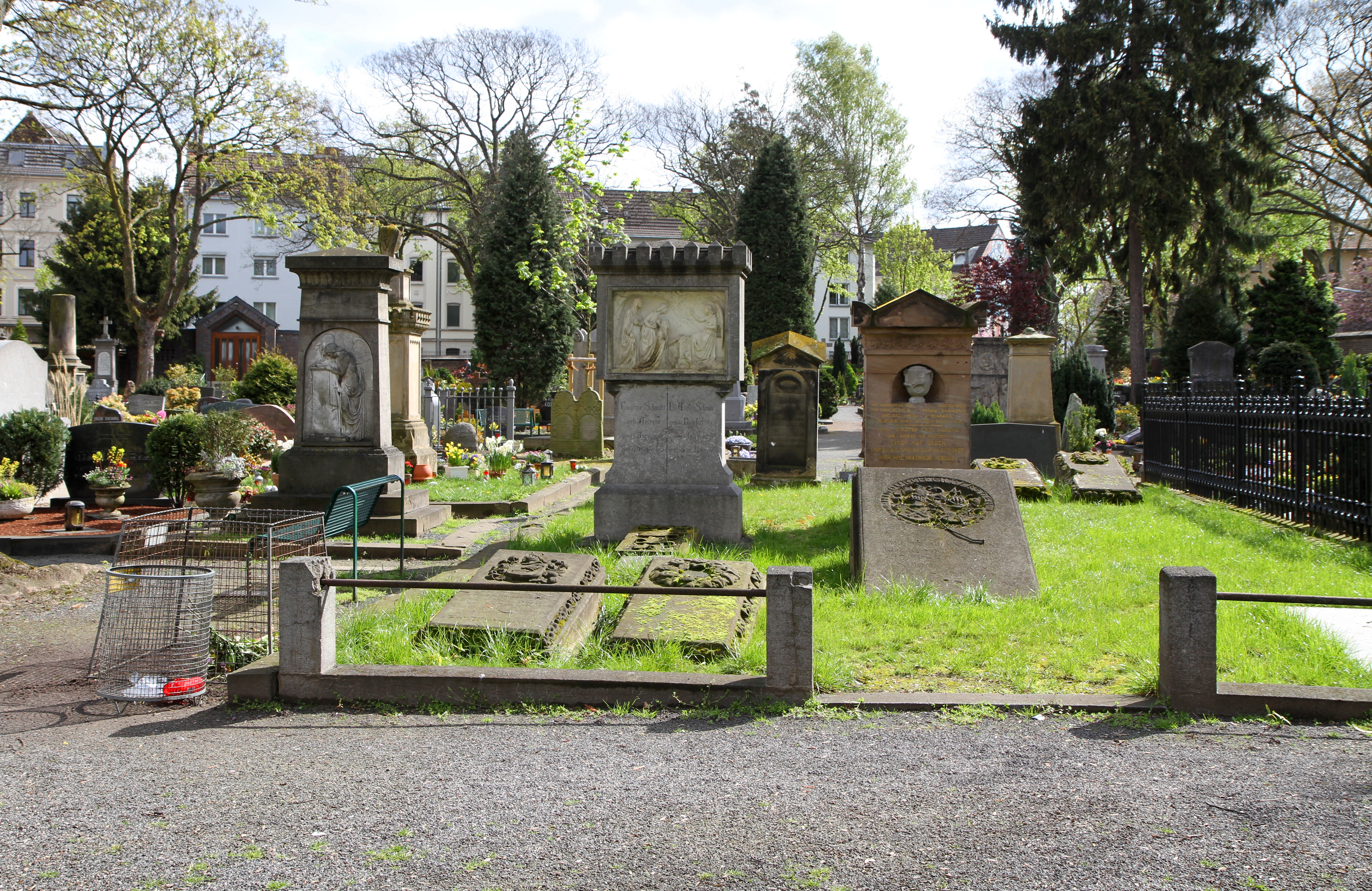
Gräberfeld der Familie in Mülheim

Christoph Andreae wurde auf dem 1612 eingerichteten Evangelischen Friedhof der Stadt Mülheim beigesetzt. Auf diesem befindet sich eine niedrig eingefasste, größere Parzelle, die nach Angaben des Friedhofsverwalters und ausweislich einer Einstiegsplatte sowie vereinzelten Belüftungsluken auch über eine Familiengruft verfügt. Auf der mit Rasen bewachsenen oberirdischen Fläche wurden für zahlreiche Verstorbene der Familie in unterschiedlichsten Gestaltungen und Materialien, Tuff, Sandstein, Marmor etc. Grabmale errichtet. Diese spiegeln gleichermaßen den Wandel der Grabarchitektur der vergangenen Jahrhunderte, veranschaulichen aber auch den Anspruch einer der gutsituierten Gesellschaftsschicht angehörenden Famille, die neben persönlichem Empfinden auch aus repräsentativen Gründen anspruchsvolle bildhauerische Arbeit in Auftrag gab.

### Grabmal der Eheleute Christoph Andreae
Das Grabmal der Eheleute erhebt sich in nahezu quadratischer Form auf einem identischen Sockelmaß zu einer Höhe von über 2 Metern. Die Stele beginnt auf der Vorder- und Rückseite mit bandartiger Verzierung dem sich gravierte Mittelteile anschließen. Diese enthalten in ihrem oberen Bereich Nischen, in denen urnenartige Gefäße stehen, wobei das vordere Nischengefäß den Namen Christoph Andreae trägt. Über den Mittelabschnitten folgt ein umlaufender, mit erhabenen Sternen verzierter Fries, der von einer als Gesims vorspringenden Bekrönung überdacht ist, die wiederum auf den Vorder- und Rückseite eine flache Giebelform bildet. Unter den Nischen befinden sich eingemeißelte, individuell auf die verstorbene Person abgestimmte Texte und deren Lebensdaten. Das Schmuckband im unteren Bereich dieser Stelenseite enthält dem Ehemann zugeordnet, in vier Kränzen die dem Verstorbenen nachgesagten Tugenden. Angeführt wurden die „Nächstenliebe“, die „Wahrheitsliebe“, die „Mä….eit“ (eventuell Mäßigkeit) und der „Fleiß“. Bei der Ehefrau befinden sich ebenfalls im unteren Teil der Stele vier schmückende Darstellungen. Hier sind es Rauten, deren inhaltlicher Text die guten Eigenschaften der Verstorbenen hervorhebt. Genannt wurden die „Häuslichkeit“, die „Friedlichkeit“, die „Mutterliebe“ und die „Klugheit“. Alle Inschriften des Grabmals sind bis auf wenige Stellen in relativ gutem Zustand. Sie wurden offenbar restauriert und sind als vergoldete Inschrift gut lesbar.

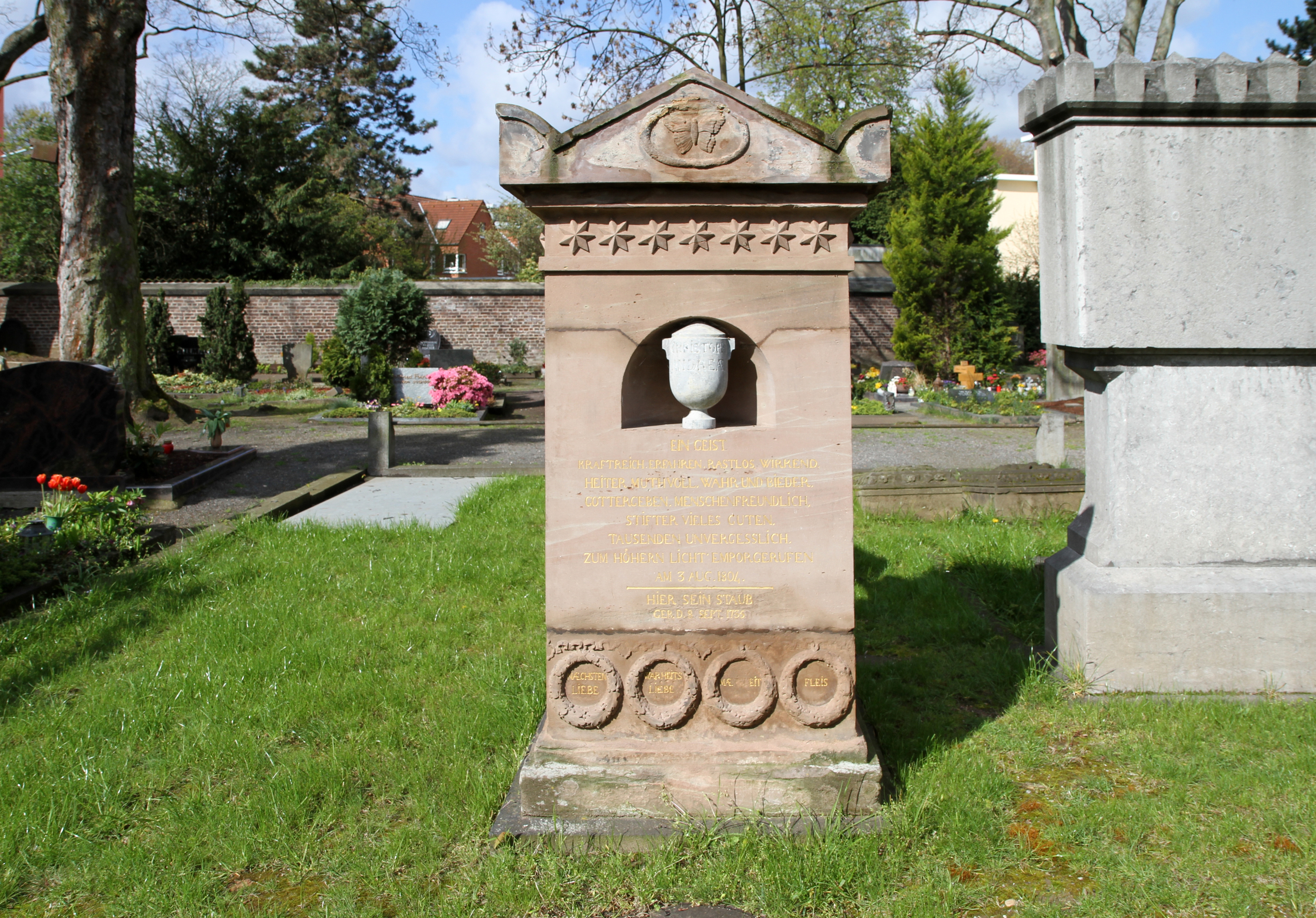
Christoph Andreaes Grabmal
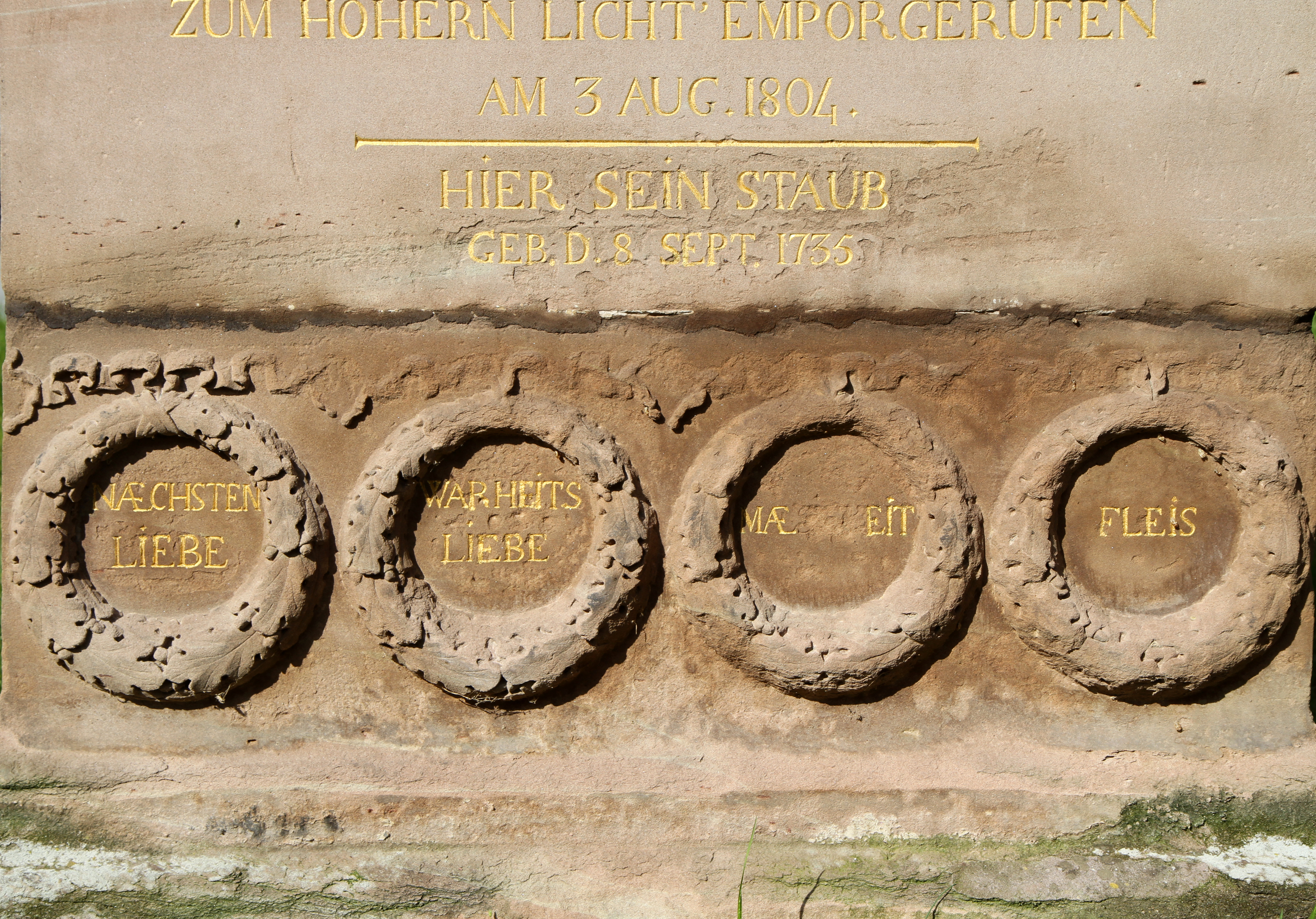
Die ihm zugeschriebenen Tugenden
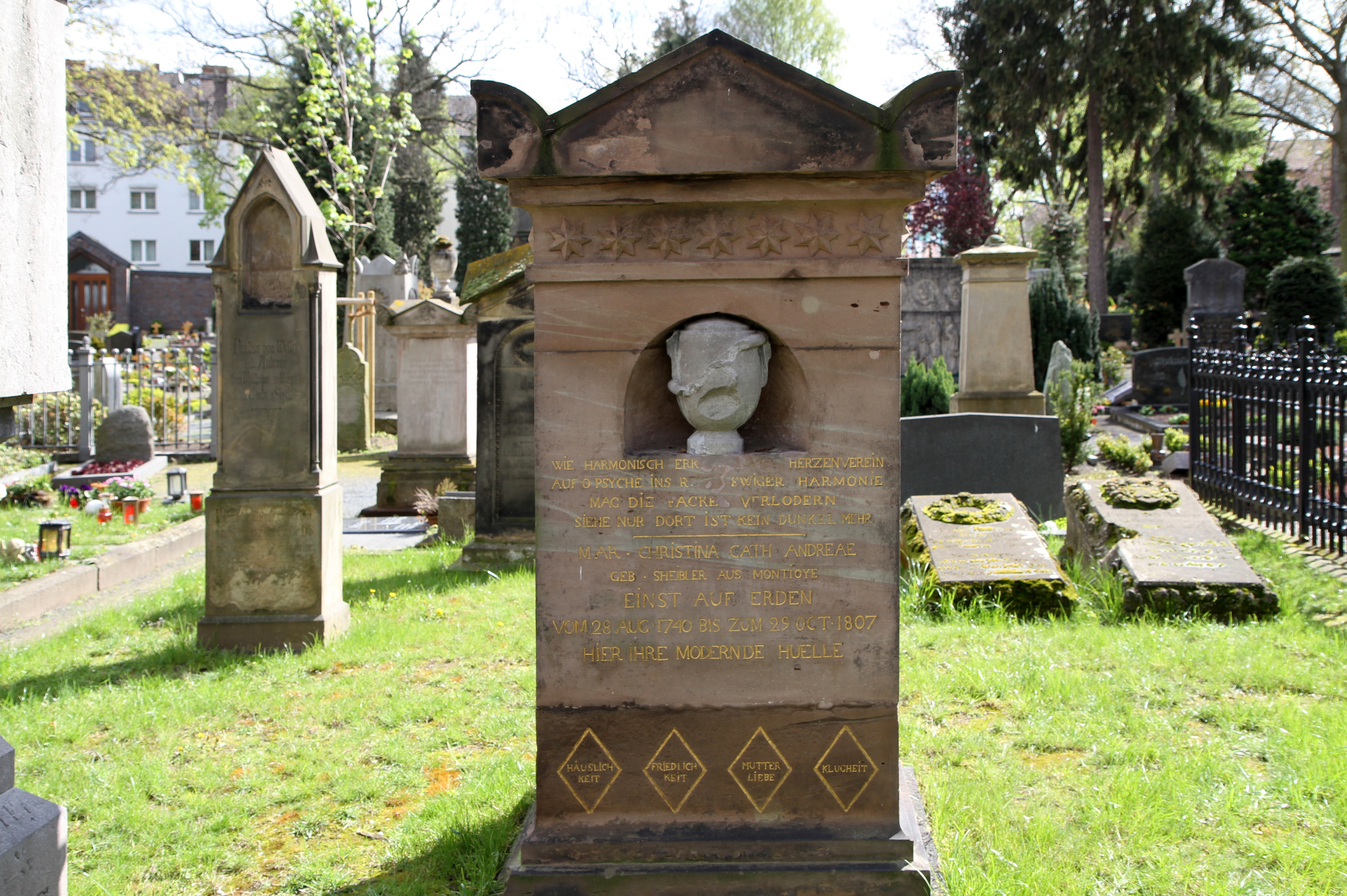
Maria Christina Andreae geb Scheibler
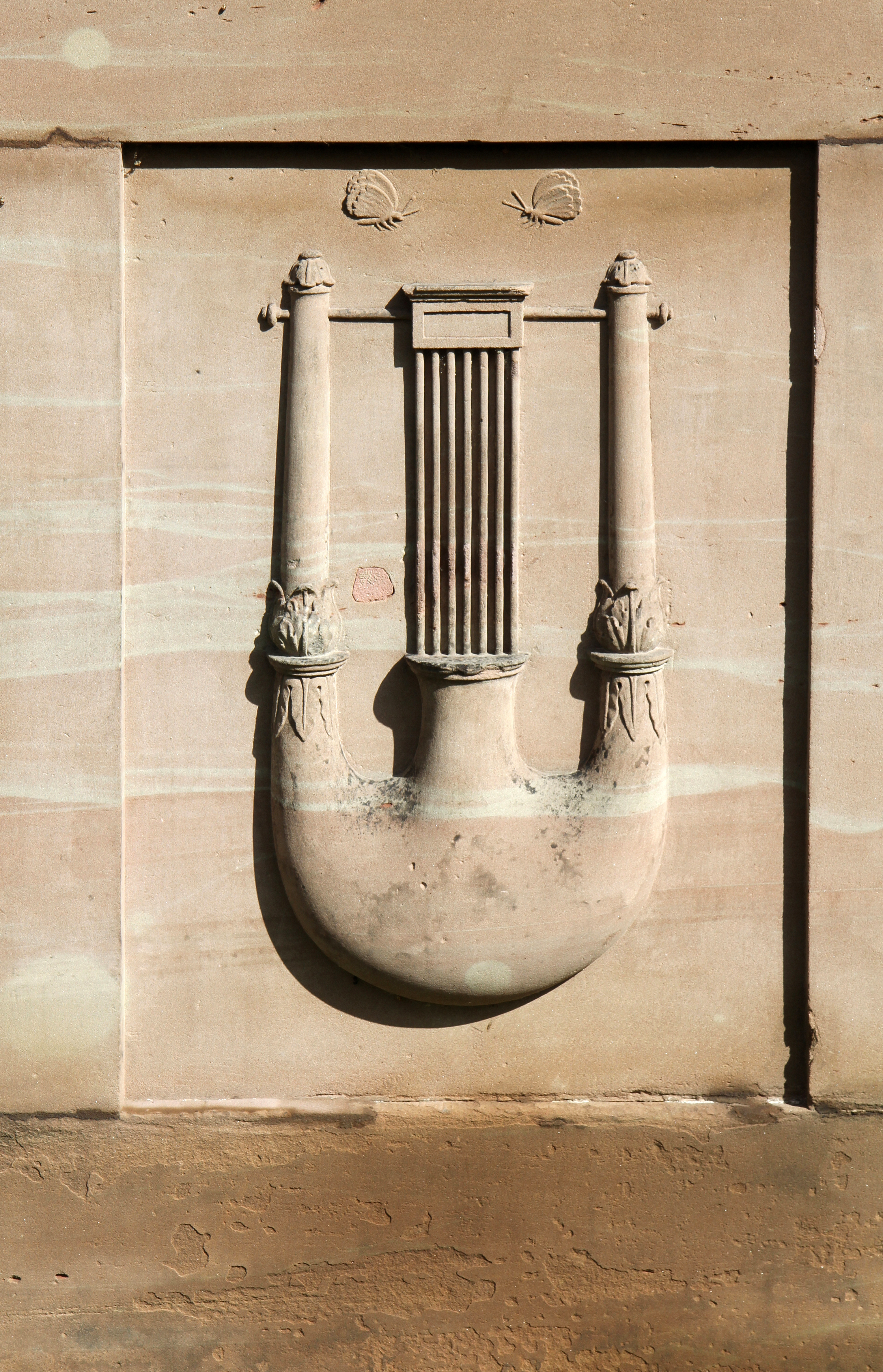
Schmetterlinge oder Hinweis auf Seidenspinner

Ob den beiden Ehepartnern wiederum jeweils eine der seitlichen, mit erhabenen Reliefs versehenen Gestaltungsflächen der Stele zuzuordnen ist, erschließt sich wohl nur den heutigen Nachkommen. Die rechte Seite zeigt mittig eine schwer zu bestimmende Rankenpflanze, die im Blüten- oder Fruchtstand einen Stamm oder eine Säule umrankt. Beidseitig sind im oberen Bereich Öllampen dargestellt, die ihren Gegenpart in ebenfalls beidseitiger Weise durch Amphoren im unteren Bereich erhalten. Die Gegenseite stellt ein antikes Musikinstrument, wahrscheinlich eine Lyra dar. Über dieser und im Vergleich zu ihr befinden sich zwei filigran gearbeitete Falter. Ein solcher, jedoch überdimensionierter Schmetterling, ziert die Mitte des vorderen Giebelfrieses, hingegen ist die ausgebessert erscheinende Fläche an gleicher Stelle der Rückseite heute leer.
Warum durch den Auftraggeber des Grabmals anstatt eines Wappens oder eines Kreuzes als Verzierung an markanter Stelle ein Schmetterling gewählt wurde, zu dessen Gruppe auch die Art der Seidenspinner gehört, ist unklar. Allerdings galt der Schmetterling schon in der Antike als Sinnbild der Wiedergeburt und Unsterblichkeit, ist aber auch noch in heutiger Zeit neben der Ostung und dem Lamm in christlicher Tradition und Kunst das Symbol für die Auferstehung.

### Erinnerungen im Stadtbild
Die stadtkölnische Reminiszenz an die Zeit der Industrialisierung der Stadt Mülheim am Rhein zeigt sich in der Pflege und dem Schutz historischer Bauwerke, Objekten in Form vieler Kunstwerke, aber auch durch die Benennung von Straßen, die an herausragende Familien dieser Zeit und die Grundlage ihres verarbeiteten Rohstoffes erinnern.

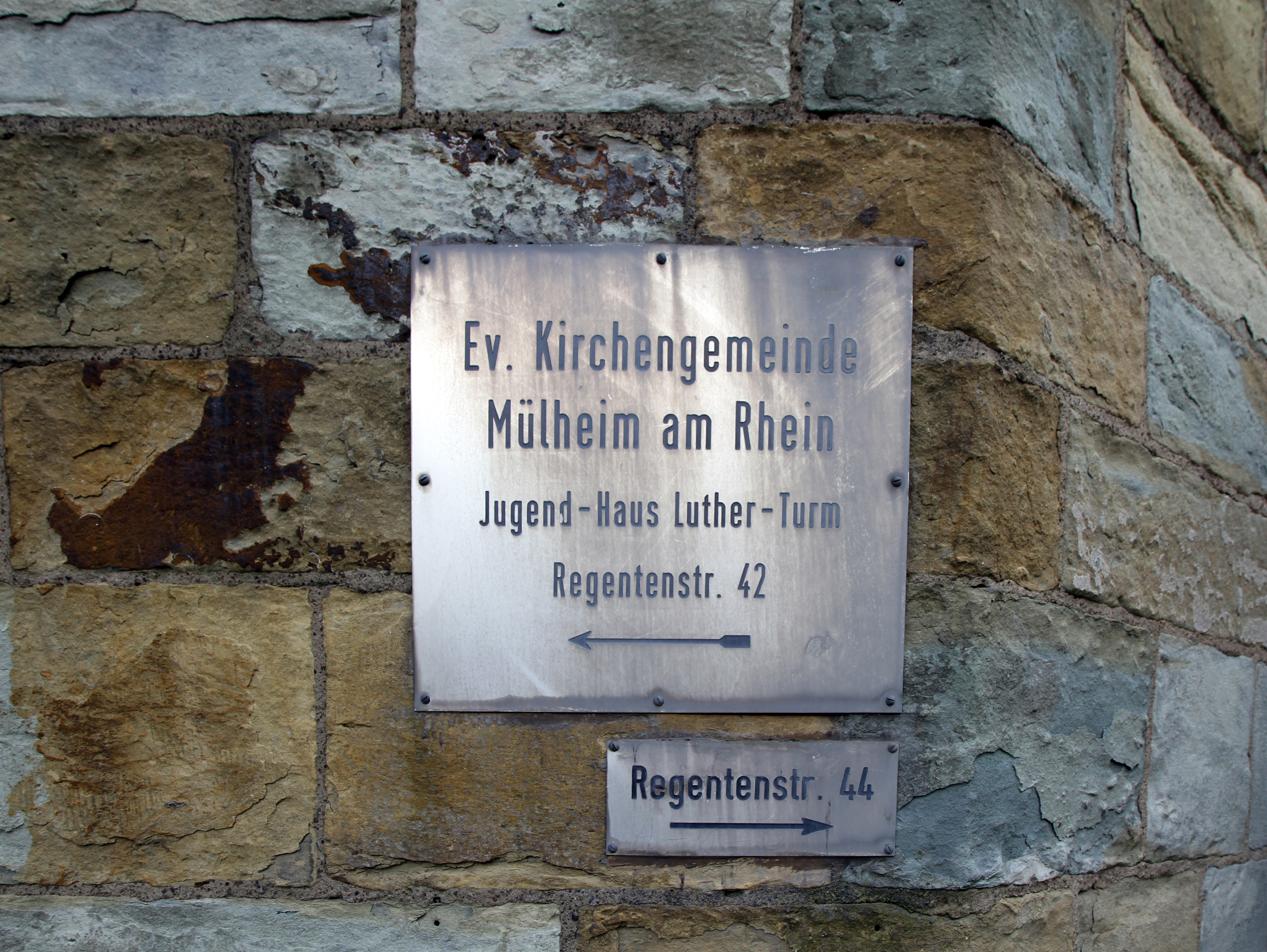
Evangelische Kirchengemeinde zu „Mülheim am Rhein“
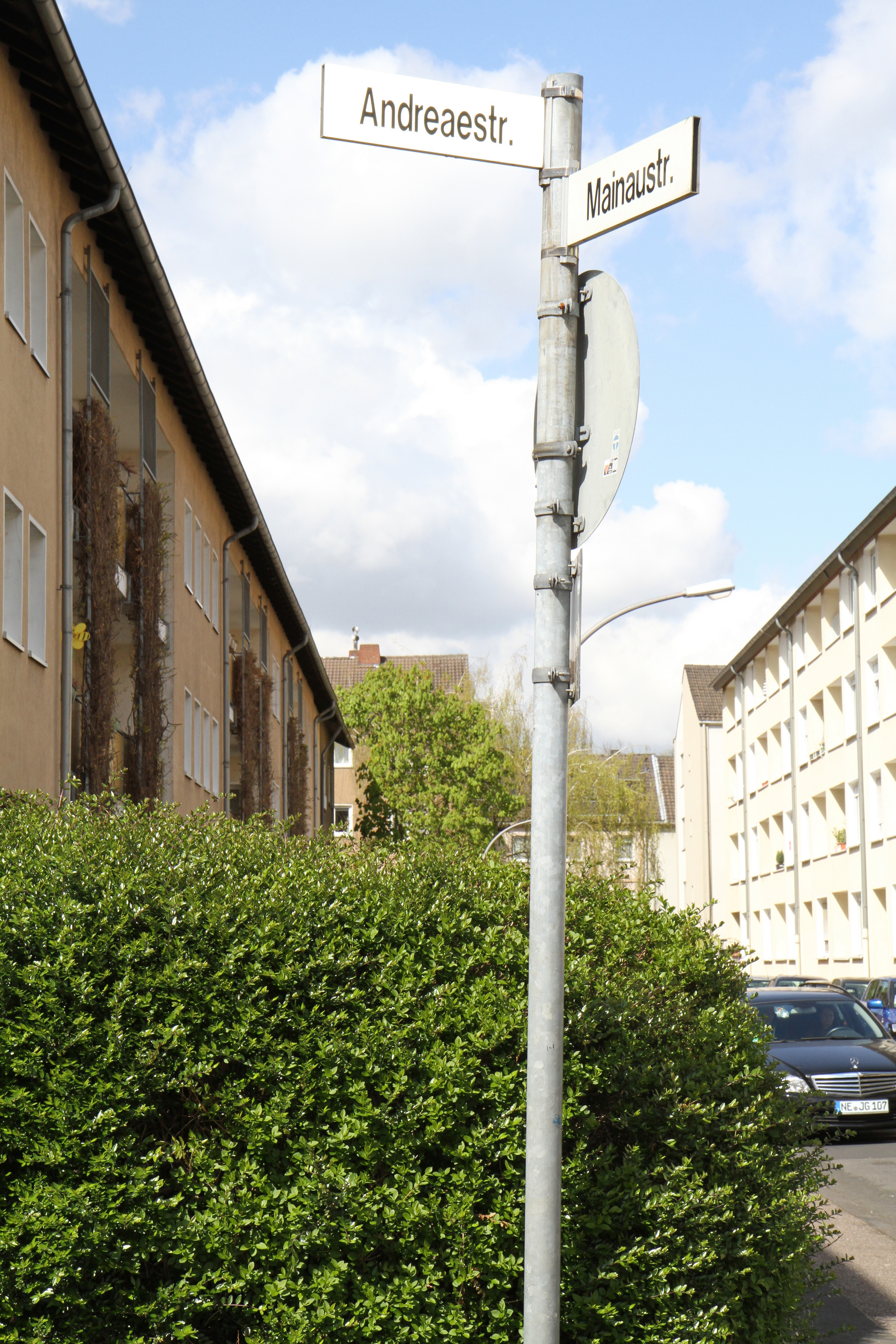
Die nach Christoph Andreae und seiner Frau benannten Straßen
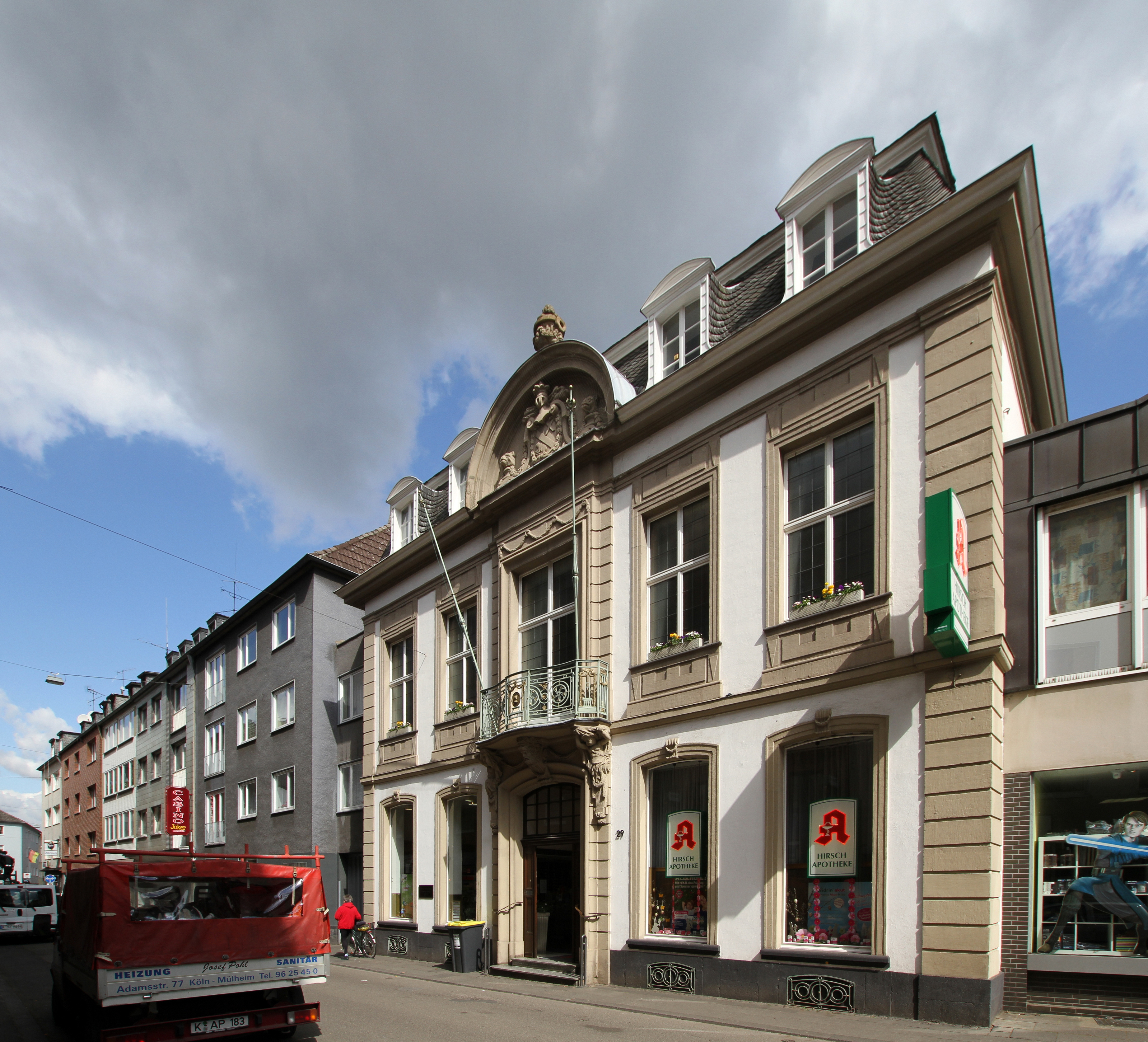
Das dem Haus Andreae ähnelnde Haus Bertoldi
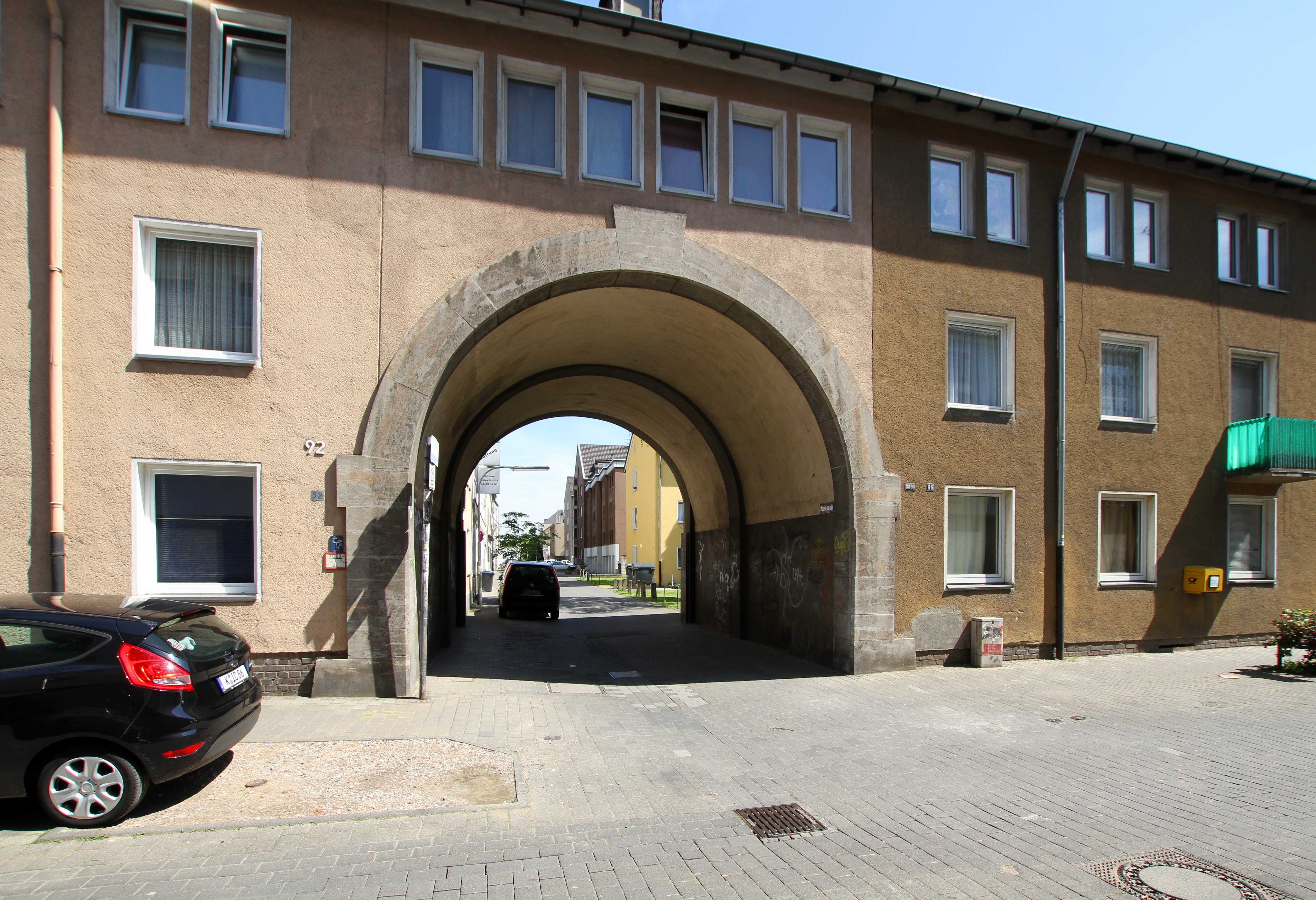
Torhaus der Durchfahrt Wall- und Seidenstraße

So prangt am Turm der Lutherkirche noch die Inschrift der evangelischen Kirchengemeinde zu „Mülheim am Rhein“, am Wiener Platz steht der an die Handelskraft Mülheims erinnernde Schifffahrtsbrunnen und die zwischen dem Clevischen Ring und der Wallstraße verlaufende Seidenstraße erinnert an das Material, das an sehr vielen Webstühlen, auch in Heimarbeit verarbeitet wurde und so einer großen Anzahl der Bürger Mülheims ein Einkommen verschaffte. Andreae- und Mainaustraße sind der Gründerfamilie der Seiden- und Samtfabrikation Mülheims gewidmet, die im Jahr 1714 in der „Freiheit Mülheim“ ansässig wurden.